# The Last King of Scotland
The Last King of Scotland är en brittisk historisk film från 2006 i regi av Kevin Macdonald med Forest Whitaker, James McAvoy, Kerry Washington, Simon McBurney och Gillian Anderson i huvudrollerna.
Filmen är en fiktiv berättelse om läkaren Nicholas Garrigan från Skottland som åker till Uganda och blir diktatorn Idi Amins personliga läkare. Förutom Idi Amin är de flesta andra rollfigurerna i filmen också fiktiva - till exempel hälsoministern, Storbritanniens ambassadör och en av Idi Amins fruar. Filmen fungerar som en beskrivande bild av Idi Amins personlighet och hans regim, löst baserad på vittnens berättelser.

## Handling
År 1970 bestämmer sig Nicholas Garrigan (James McAvoy), en nyexaminerad läkare från Skottland, för att bege sig utomlands eftersom hans framtidsutsikter hemma i Skottland är dåliga. Garrigan bestämmer sig för att börja arbeta på en  missionärsklinik i Uganda som drivs av Dr. David Merrit (Adam Kotz) och hans fru Sarah (Gillian Anderson). Garrigan blir snabbt attraherad av Sarah men hon vägrar att inleda ett utomäktenskapligt förhållande tillsammans med honom.
Samtidigt störtar General Idi Amin (Forest Whitaker) den sittande presidenten Milton Obote i en statskupp. Garrigan tror uppriktigt att Amin kommer att hjälpa landet, medan Sarah varnar honom för diktatorer som tagit över tidigare. Garrigan kallas till en smärre bilolycka där Amin är inblandad och där han får sin hand behandlad. Under händelsen tar Garrigan en pistol och skjuter en dödligt sårad ko eftersom ingen annan har sinnesnärvaro att göra slut på dess lidande. Amin är imponerad av hans snabba åtgärder och initiativ. Amin, som är förtjust i Skottland och ser det som en symbol för motståndskraft och beundrar det skotska folket för deras motstånd till det engelska, är glad över att få veta Garrigans nationalitet och byter ut sin egen militära skjorta mot Garrigans skottländska skjorta. Senare utnämner Amin Garrigan till sin personliga läkare och ger honom ansvar för att modernisera landets vårdsystem.
Garrigan blir snart Amins förtrogne och kommer med förslag i mycket mer än sjukvårdsfrågor. Även när Garrigan blir medveten om våldet mot Kampala, accepterar han Amins förklaring om att det är nödvändigt att besegra rebellerna för att säkerställa freden i landet. Garrigan upptäcker att Amin, som har tre fruar, har utfryst den yngsta av dem, Kay (Kerry Washington), eftersom hon har fött en epileptisk son, Mackenzie (Apollo Okwenje Omamo). Garrigan och Kay inleder ett förhållande och ligger med varandra, men Kay berättar för honom att han måste hitta ett sätt att lämna Uganda. Så småningom börjar Garrigan att förlora tron på Amin allt eftersom han upptäcker och bevittnar mord på regimkritiker, främlingshat då han utvisar alla asiater och den ökande paranoian hos Amin. När han försöker hoppa av låter Amin ersätta Garrigans brittiska pass med en ugandisk mans vilket leder Garrigan till att frenetiskt söka hjälp från Stone (Simon McBurney), den lokala brittiska Foreign Office-representanten. Garrigan får höra att britterna kommer att hjälpa honom att lämna Uganda om han använder sin position för att lönnmörda Amin, men Garrigan vägrar.
Kay informerar Garrigan att hon har blivit gravid med hans barn, men berättar för honom att Amin kommer mörda henne för otrohet om han upptäcker det, så hon ber Garrigan om en hemlig abort. Försenad av Amins order om att delta i en presskonferens med västerländska journalister kan inte Garrigan träffa Kay på utsatt tid. Hon avslutar samtalet med att säga att hon har övergivits och söker upp en primitiv abortklinik i en närliggande by, där hon grips av Amins styrkor. Garrigan finner henne brutalt lemlästad och död på ett obduktionsbord och faller på knä med kväljningar. Efter att slutgiltigt ha fått konfrontera den verkliga omänskligheten hos Amins regim beslutar han sig för att döda honom och avsluta det hela.
Pro-palestinier kapar ett flygplan och flyger till Entebbe för att söka asyl. Amin rusar till platsen för att hjälpa dem och tar Garrigan med sig. På flygplatsen avslöjar en av Amins livvakter Garrigans plan att förgifta Amin genom att ge honom piller som han påstår fungerar mot huvudvärk. Han blir slagen av soldaterna, innan Amin själv kommer och avslöjar att han är medveten om sambandet med Kay. Som straff blir Garrigans bröst genomborrat med köttkrokar och han blir upphängd i sin egen hud.
Amin arrangerar en plan för utgivning av icke-israeliska passagerare, och torterarna lämnar Garrigan blödande på golvet medan de kopplar av i ett annat rum. Garrigans medicinska kollega, Dr Junju (David Oyelowo), tar tillfället i akt för att rädda honom. Han uppmanar Garrigan att berätta sanningen för världen om Amins regim, då han menar att eftersom Garrigan är vit så kommer världen att tro honom. Junju ger Garrigan sin egen jacka, vilket ger honom möjlighet att obemärkt beblanda sig med den frigjorda gisslan och går ombord på planet. När torterarna upptäcker att Garrigan avvikit, dödas Junju och planet avgår med Garrigan ombord. Amin informeras för sent för att förhindra det, medan Garrigan tårögd minns folket i Uganda.
I epilogen visas verkliga bilder av Amin, samt siffror såsom 300.000 som dog under hans regim, och berättar om hans död 2003 i hans exil i Saudiarabien.

## Om filmen
Filmen är inspelad i Storbritannien och Uganda. Den hade världspremiär i USA den 1 september 2006 och svensk premiär den 26 januari 2007. Åldersgränsen är 15 år.
Forest Whitaker tilldelades en Oscar för bästa manliga huvudroll för sin roll som Idi Amin. De pengar han tjänade på filmen har han skänkt till välgörenhet för Amins överlevande offer och de mördades familjer.[källa behövs]

## Rollista
- Forest Whitaker - Idi Amin
- James McAvoy - doktor Nicholas Garrigan
- Kerry Washington - Kay Amin
- Gillian Anderson - doktor Sarah Merrit
- Simon McBurney - Stone
- David Oyelowo - doktor Thomas Junju
- Stephen Rwangyezi - Jonah Wasswa
- Abby Mukiibi - Masanga
- Adam Kotz - doktor David Merrit